# Sobíšky
Sobíšky (in tedesco Sobischek) è un comune della Repubblica Ceca facente parte del distretto di Přerov, nella regione di Olomouc.